# Sobrenome
Sobrenome, apelido, alcunha, ou nome de família é a porção do nome do indivíduo que está relacionada com a sua ascendência. Está intimamente ligado ao estudo genealógico.

## Introdução
Na maioria das línguas indo-europeias, o prenome precede o sobrenome (apelido de família) na forma de designar as pessoas. Em algumas culturas e idiomas (por exemplo em húngaro, vietnamita, chinês, japonês ou coreano), o sobrenome precede o prenome na ordem do nome completo.
Na maioria das culturas as pessoas têm apenas um sobrenome, geralmente herdado do pai. No entanto, em nomes de origem anglo-saxónica é comum a utilização de um nome do meio entre o nome próprio e o sobrenome, por vezes escolhendo o sobrenome materno para esse segundo nome próprio. Já na cultura lusófona é costume os filhos receberem um ou mais sobrenomes de ambos os progenitores. Também assim se procede na cultura hispânica, porém note-se que, enquanto na lusofonia os sobrenomes maternos precedem os paternos na disposição final do nome completo, na Espanha e na América hispânica a ordem é a inversa. Em Portugal o número máximo de sobrenomes permitidos é quatro, o que permite o uso de sobrenome duplo quer materno, quer paterno, enquanto que em Espanha é de dois, mas esses dois podem ser duplos, unidos por hífen, resultando na realidade em quatro. Já no Brasil e nos restantes países de língua portuguesa não existe essa limitação.
Em muitas culturas também é normal uma mulher assumir o sobrenome do marido após o casamento. Em Países como a França, a Alemanha e nos países anglo-saxónicos é normal a mulher "abdicar" do seu sobrenome de solteira (o chamado maiden name) e ficar apenas com o sobrenome do seu cônjuge. Nos últimos anos, porém, tem-se tornado algo frequente as mulheres estadunidenses apenas "acrescentarem" o apelido do marido ao seu nome de solteira ou hifenizarem ambos os sobrenomes (é o caso de Hillary Rodham Clinton).
Na Espanha e em alguns países de língua espanhola a mulher costumava substituir o seu sobrenome materno pelo sobrenome do marido, precedido da preposição "de". Contudo, nas últimas décadas esta prática tem sido gradualmente abandonada.
Em Portugal a lei apenas obriga, ao registar-se um neófito, a que este receba um nome próprio, e um dos sobrenomes paternos, do pai, não necessariamente o último sobrenome do pai, pode ser até o da mãe do pai, ou sobrenome paterno do meio. Um segundo nome próprio, sobrenomes maternos, ou mais sobrenomes paternos, até ao número de quatro, são facultativos legalmente, ou seja, dependem da vontade dos pais.
Em países como o Japão, ao casar-se, um casal é obrigado a assumir um sobrenome em comum, e apesar de na maioria das vezes ser o do homem, o contrário também é socialmente aceito.
No Brasil, até o Código Civil de 2002, somente as mulheres poderiam adquirir o sobrenome do cônjuge. Após a nova edição do diploma legal, o marido passou também a poder acrescentar ao seu nome o sobrenome da mulher, cabendo ao casal esta decisão.

## Como os sobrenomes surgiram
Conhecer a origem dos sobrenomes poderá indicar de onde certa família descende, no que trabalhavam ou conhecer algumas características dos ancestrais dessa família.
Os primeiros a adquirirem sobrenomes foram os chineses. Algumas lendas sugerem que o Império Fushi decretou o uso de sobrenomes, ou nomes de famílias, por volta de 2852 a.C. Os chineses tinham normalmente três nomes: o sobrenome, que vinha primeiro e era uma das 438 palavras do poema sagrado chinês Po-Chia-Hsing; o nome da família vinha em seguida, tirado de um poema de 30 personagens adotados por cada família; o nome próprio vinha então por último.
Na Roma Antiga tinham apenas um nome próprio. No entanto mais tarde passaram a usar três nomes. O nome próprio ficava em primeiro e se chamava "prenome". Depois vinha o "nome", que designava o clã. O último nome designava a família e é conhecido como "cognome". Alguns romanos acrescentavam um quarto nome, o agnome para comemorar atos ilustres ou eventos memoráveis. Quando o Império Romano começou a decair, os nomes de família se confundiram e parece que os nomes sozinhos se tornaram costume mais uma vez.

### Formação e evolução dos sobrenomes em Portugal e no Império Português
Desde a Idade Média e até ao século XVIII, em algumas zonas rurais portuguesas as pessoas eram conhecidas pelo nome próprio. Nos documentos oficiais em Portugal, por exemplo, na chancelaria régia portuguesa, os registos mencionam sempre o nome da pessoa, seguido do nome do pai.
No século XI, época da Revolução Urbana na Europa, com a explosão da população nas até então pequenas cidades medievais, o uso de um segundo nome se tornou comum. Grande parte dos nomes utilizados nas Idades Média e Idade Moderna não tinham a ver com a família, isto é, nenhum sobrenome era obrigatoriamente hereditário, até à implantação do registo civil com força de lei em Portugal, no ano de 1911.
Até 1911, com efeito, a adoção dos sobrenomes era liberal, isto é, as pessoas eram apenas batizadas com o nome próprio, e escolhiam livremente mudar esse nome próprio ao entrar na adolescência, época em que recebiam o sacramento do Crisma, considerado um novo batismo, e que permitia, e permite, mudar o nome próprio, ou acrescentar-lhe outro. Até 1911, pois, por conselho da família ou vontade própria, o crismado escolhia qual ou quais os sobrenomes de família que iria utilizar e assinar como adulto. Esses registos eram exclusivamente os da Igreja Católica, que serviam oficialmente quando preciso na vida civil.
No século XIV é adotada em Portugal a língua portuguesa para os registos oficiais, abandonando-se o latim bárbaro até então utilizado para esse efeito. Isto paralelamente a outras nações europeias, onde pelos anos de 1370 já se encontra a palavra "sobrenome" em documentos, nas respectivas línguas locais. Mas sobrenome significando ainda e apenas, então, um segundo nome mais distintivo, livremente atribuído ou escolhido, não necessariamente transmissível. Ou seja, não o sobrenome no sentido contemporâneo do termo.
À medida que os governantes passaram a usar cada vez mais documentos escritos e a deixar registrados seus atos legais, foi-se tornando mais importante identificar com exatidão as gentes. Em algumas comunidades nos centros urbanos, os nomes próprios eram insuficientes para distinguir as pessoas. No campo, com o direito de sucessão hereditária de terras, era preciso algo que indicasse vínculo com o dono da terra, para que os filhos ou parentes pudessem adquirir a herança, já que qualquer pessoa com o mesmo nome poderia tentar se passar por filho. Acredita-se que na Europa, só depois de terminado o século XIX, a maior parte das pessoas de qualquer nível social tinha um sobrenome, ou sobrenomes, hereditários, fixos nalguns casos. Fora da cultura lusófona, este sobrenome tendia a ser patrilinear, único, e identificava a família como primado de identidade masculina, provendo assim uma ligação com o passado, e preservando sua identidade no futuro.
No mundo fora da lusofonia não é surpresa o fato de que antigamente a prioridade das famílias mais importantes fosse ter filhos homens, para manter o nome de família, afinal, os filhos homens eram quem passava o sobrenome para as novas gerações, e por essa razão era desgostoso para uma família não ter nenhum descendente masculino. Já em Portugal vigorava o conceito de Casa Real, tanto entre a Nobreza de Portugal quanto entre o povo português, constituído pela noção de património familiar comum partilhado, no qual, na ausência de varões, sucediam as mulheres como as "Senhoras da Casa", que em muitos casos transmitiram, e transmitem ainda, esse sobrenome da família à sua descendência. É o chamado sistema misto. Este costume português explica porque atualmente são raríssimas, se é que ainda existem, as famílias portuguesas, ou de origem portuguesa, que mantenham a varonia do sobrenome, ou sobrenomes usados na atualidade. Ao contrário da França, por exemplo, onde se sabe que as famílias se consideram extintas na falta de homens que lhes transmitam o sobrenome da família, em Portugal essas famílias, elas sobreviveram, bem como o uso dos sobrenomes antigos, através da transmissão por via feminina.
Já o Brasil porém, apesar de ex-colônia portuguesa, e profundamente influenciado pela Cultura de Portugal, o sistema de perpetuação da linhagem familiar através do sobrenome é adotado o sistema francês. A estrutura do nome no Brasil consiste em "nome + sobrenome materno + sobrenome paterno". O sobrenome de determinada linhagem familiar portanto só é perpetuado no caso dos nascidos varões. Vide que no caso de uma filha mulher, o sobrenome de seu pai que era seu último, passa a figurar como nome do meio em seu filho, pois o último passa a ser o sobrenome do pai da criança.
Durante a profunda vivência religiosa dos tempos antigos, a noção de parentesco e de família, mais do que carnal, era considerada espiritual, pelo que as pessoas com larga vivência comum numa mesma casa, onde a família se considerava constituída por amos, parentes, filhos, criados, e até os escravos, todos podiam ser conhecidos pelo sobrenome principal da casa, mesmo os escravos baptizados, que recebiam no baptismo os nomes e sobrenomes dos seus senhores. E o parentesco espiritual era tão forte que, por exemplo, padrinhos eram considerados como pais dos seus afilhados, impedidos de casar, por exemplo, etc. Assim, muitas vezes os afilhados, sobretudo quando herdavam dos padrinhos, tomavam os seus sobrenomes, especialmente se estes fossem seus parentes, mesmo que remotos, sem outra razão para tal que não fosse manter um mesmo sobrenome ligado aos mesmos bens transmitidos. Este aspecto esteve mesmo muitas vezes consignado nas escrituras de instituição de vínculos temporais, em que os instituidores obrigavam todos os sucessores a usarem o sobrenome ligado aos bens, o que explica o costume formado em Portugal de utilização oficial de cada vez mais sobrenomes, de maneira a não poder perder esses bens que tinham essa cláusula.

### Sobrenome para mulheres no mundo de língua portuguesa
O costume de uma mulher mudando seu nome após o casamento é recente. Espalhou-se no final do século XIX nas classes superiores, sob a influência francesa, e, no século XX, especialmente durante os anos 1930 e 1940, tornou-se socialmente quase obrigatório.
Até o final do século XIX e meados do século XX, era comum que as mulheres, especialmente as de uma família muito pobre, não recebessem o sobrenome do pai e assim serem conhecidas apenas pelo seu primeiro nome. Geralmente recebiam como sobrenome um nome genérico como Maria de Jesus ou Rosa de Jesus. Ela, então, adotava o sobrenome completo de seu marido depois do casamento. Com o advento do republicanismo no Brasil e em Portugal, juntamente com a instituição do regist(r)o civil, todas as crianças agora têm sobrenomes.

### Formação e adoção dos sobrenomes noutros países europeus
Noutros países, o processo foi muito distinto. Parece que o uso moderno dos nomes hereditários é uma prática que se originou na aristocracia comercial veneziana durante as Cruzadas, na Itália, por volta do século X ou XI. Muitos desses nomes italianos usados eram, porém, não os de uma família de sangue, mas sim de uma família corporativa, ou seja, um nome comum para todos os membros de um sindicato comercial, e respectivos familiares, unidos pelo negócio, e não pela biologia. Outros viajantes, voltando da Terra Santa e passando pelos portos da Itália, tomaram nota deste costume e o espalharam muito lenta e gradualmente pelo resto da Europa Ocidental, nas zonas litorâneas urbanas por onde passava a navegação de cabotagem. Por exemplo, no começo dos séculos XV e XVI os nomes de família ganharam popularidade na Polônia e na Rússia. Os países escandinavos, amarrados ao seu costume de usar o nome do pai como segundo nome, não usaram nomes de família antes do século XIX, e na Islândia – país com pequena população – até a atualidade se mantém este uso. A Turquia esperou até 1933, quando o governo forçou a prática de sobrenomes a ser adotada em seu povo.
Os sobrenomes foram primeiramente usados pela nobreza e ricos latifundiários (senhores feudais), e pouco a pouco foram adotados por comerciantes e plebeus. Os primeiros nomes que permaneceram foram aqueles de barões e latifundiários, que receberam seus nomes a partir de seus feudos ou propriedades. Estes nomes se fixaram através da hereditariedade destas terras. Para os membros da classe média e trabalhadores, como as práticas da nobreza eram imitadas, começaram a usar assim os sobrenomes, levando a prática ao uso comum.
É uma tarefa complicada classificar os nomes de família por causa das mudanças de ortografia e pronúncia com o passar dos anos. Muitas palavras antigas tinham significados diferentes na época, ou atualmente estão obsoletas. Muitos nomes de família dependeram da competência e discrição de quem os escreveu no registro. O mesmo nome pode muitas vezes estar escrito de diferentes maneiras até mesmo em um documento só.

### Origem étnica dos sobrenomes no Brasil
| Ancestralidade do sobrenome estimada pelo último ou pelo único sobrenome, no Brasil (2016) | Ancestralidade do sobrenome estimada pelo último ou pelo único sobrenome, no Brasil (2016) |
| ------------------------------------------------------------------------------------------ | ------------------------------------------------------------------------------------------ |
| Origem                                                                                     | Percentagem                                                                                |
| Ibérica                                                                                    | 87,5%                                                                                      |
| Italiana                                                                                   | 7,7%                                                                                       |
| Germânica                                                                                  | 3,3%                                                                                       |
| Leste-europeia                                                                             | 0,8%                                                                                       |
| Japonesa                                                                                   | 0,7%                                                                                       |

Segundo pesquisa de 2016 publicada pelo IPEA, a grande maioria dos brasileiros têm sobrenome de origem ibérica. Em um universo de 46.801.772 nomes de brasileiros analisados, somente 18% deles tinham ao menos um sobrenome de origem não-ibérica (germânica, italiana, leste-europeia ou japonesa). Os sobrenomes ibéricos predominam em quase todo o Brasil, com exceção de grande parte do Sul do Brasil, do Oeste Paulista e das serras do Espírito Santo, que receberam muitos imigrantes não-ibéricos nos últimos dois séculos, além de áreas de expansão da fronteira agrícola dos estados de Rondônia, Mato Grosso e Mato Grosso do Sul, que receberam migrantes oriundos do Centro-Sul brasileiro nas últimas três décadas. O estudo salientou que o sobrenome, contudo, não necessariamente reflete a "ancestralidade cultural ou genômica", "pois há perda de linhagem matrilinear e adoções, mudanças de nome no casamento, entre outros eventos, que podem fazer reduzir a precisão de tal indicador". Além do mais, negros africanos e nativos indígenas, bem como seus descendentes, adquiriram sobrenomes portugueses no Brasil.

## Formação dos sobrenomes ou apelidos em geral
Os nomes de família chegaram até nós de diferentes maneiras. A grande maioria dos sobrenomes evoluiu de seis fontes principais:
Ocupação: Se um homem chamado John fosse carpinteiro, cozinheiro, moleiro ou alfaiate, seria chamado em inglês, respectivamente: John Carpenter, John Cook, John Miller ou John Taylor. Um ferreiro, se chamaria em inglês de Smith, um dos sobrenomes mais comuns. Toda vila tinha os seus Smiths (ferreiros), Millers (moleiros), Taylors (alfaiates) e Carpenters (carpinteiros), Gardners (jardineiros), Fishers (pescadores), Burke ou Burgie (tem a ver com castelos ou fortes), Hunters (caçadores), sendo que os Millers de uma vila não tinham necessariamente qualquer relação com os Millers de outra vila.
Localidade: O John que morava numa colina/montanha (hill, em inglês) pode ter ficado conhecido por John Overhill (over = em cima). O John que morava perto de um riacho poderia ser chamado de John Brook (brook = arroio, ribeiro). Pode-se dizer que, em inglês, um sobrenome deriva de um local quando, por exemplo, termina em:
- -hill (inglês) ou -berg (alemão) (montanha, monte);
- -ford (um leito de rio);
- -wood (floresta, bosque);
- -brook (arroio, ribeiro);
- -well (poço).

Alguns nomes portugueses são derivados de nomes estrangeiros de localidade. Por exemplo, Dutra teria vindo do holandês "van Utrecht".
Honrarias: Havia também os que recebiam dos monarcas títulos nobiliárquicos, ou determinada alcunha por atos de nobreza como Conde, Barão, ou monarcas que marcavam alguém como determinada alcunha por atos de nobreza, como Bandeira, Valente, dentre outros. Tais alcunhas ou títulos eram geralmente estendidos aos descendentes.
Patronímico e matronímico: Muitos sobrenomes indicavam antigamente o nome do pai ou da mãe. Por exemplo, Esteves; significa filho de Estêvão. Os sufixos (ou prefixos) dos patronímicos variam de país para país:
- Abecásia: -ipa, -ba. Exemplos: Uasyl-ipa, Mikhail-ipa, Inal-ipa, Khashba, Eshba, Bganba, Chachba.
- Alemanha: -sen, -sohn. Exemplos: Jansen, Petersen, Hansen, Moretzsohn.
- Armênia: -ian. Exemplos: Sarkissian (Sargsian), Malakian, Vardanian (Vartanian), Odadjian.
- Bulgária: -ov/ev (masc.); -ova/eva (fem.). Exemplos: Stoyanov(a), Tonev(a), Russev(a).
- Dinamarca: -sen. Exemplos: Olsen, Petersen.
- Escócia: Mc-; Mac-. Exemplos: McNamara, MacMillan.
- Espanha: -ez. Exemplos: Fernández, Méndez.
- Finlândia: -nen. Exemplos: Virtanen, Salonen, Häkkinen.
- França: -t. Exemplo: Martinet.
- Geórgia: -dze; -shvili. Exemplos: Makharadze, Abashidze, Saakashvili, Gabashvili.
- Grécia: -poulos. Exemplos: Tatopoulos, Papadopoulos.
- Hungria: -yi. Exemplo: Simonyi.
- Inglaterra: -son; -s. Exemplos: Johnson, Williamson, Roberts, Williams.
- Irlanda: Mc-; Mac-; O'-. Exemplos: McNaughton, MacNamara, O'Neil.
- Islândia: -sson (masc.); -dóttir (fem.). Exemplos: Danielsson, Davíðsdóttir.
- Itália: -i. Exemplos: Leonardi, Lorenzi.
- Moldávia e Romênia: -escu. Exemplos: Filipescu, Popescu.
- Normandia: Fitz-. Exemplos: Fitzgerald, Fitzpatrick, Fitzroy.
- Noruega: -sen. Exemplos: Sörensen, Jakobsen, Mortensen.
- Ossétia: -fyrt; -ty: Exemplos: Jabey fyrt, Savelijy fyrt, Kokoity, Qaraty
- País Basco: -ena. Exemplos: Hernandorena, Michelena (Mitxelena), Cristobalena.
- País de Gales: Ap-, Up-. Exemplo: Apjohn, Upjohn, Updike.
- Países Baixos: -ssen. Exemplo: Janssen.
- Países Catalães: -is; -es. Exemplo: Vives.
- Polônia: -wicz; -ski. Exemplos: Marcinkiewicz, Kowalski.
- Portugal: -(e)s. Exemplos: Peres (filho de Pero); Fernandes (filho de Fernando); Esteves (filho de Estêvão);  Nunes (filho de Nuno); Martins (filho de Martim); Rodrigues (filho de Rodrigo).
- Rússia: -ov, -ev (masc.); -ova, -ovna (fem.); -vitch. Exemplos: Ivanov(a), Petrovich.
- Sérvia, Croácia, Bósnia e Montenegro: -ić. Exemplos: Petrović; Petković; Milošević.
- Suécia: -sson. Exemplos: Petersson, Gustafsson.
- Turquia e Azerbaijão: -oğlu. Exemplos: Süleymanoğlu, Tahir oğlu.
- Ucrânia: -enko. Exemplo: Timoshenko, Shevchenko.

Na Normandia, John, filho de Randolph, ficaria John fitz-Randolph. Na Escócia, os descendentes, por exemplo, de Gilleain eram conhecidos como MacGilleain e mais tarde abreviava-se para Mc, como McClean, McLane, McCann etc.

Característica: um homem muito baixo poderia ser chamado, em inglês, de Small, Short, Little ou Lytle. Um homem grande poderia ser então Longfellow, Large, Lang ou Long.
Religião: nos países em que a religião mais influente é a cristã, é habitual o uso de designações religiosas nos apelidos. Exemplos: Aleluia, Anjos, Assunção, Baptista/Batista, Espírito Santo, Graça, Luz, Jesus, Santos, Trindade.

### Pesquisa Genealógica e a origem dos sobrenomes
Uma das ciências auxiliares da história, a genealogia está intimamente ligada aos sobrenomes. A busca pela origem dos nomes das famílias é uma das formas de obtenção dos registros que permitem conhecer a árvore genealógica de uma pessoa, bem como dados importantes sobre a origem de sua parentela.
A internet revolucionou a pesquisa genealógica, reunindo recursos que diminuíram muito o tempo necessário para construir uma árvore de ancestrais. Tecnologias como as redes sociais são empregadas de forma a facilitar a busca por pessoas distantes que tenham o mesmo sobrenome, parentes esquecidos, perdidos ou por registros relevantes.